# Priekulė
Priekulė est une petite ville de Lituanie, dans la région de la Petite Lituanie (anciennement la région de Courlande), arrosée par la rivière Minija, à 20 km au sud de Klaipėda. Priekulė a appartenu la plupart du temps à la Prusse-Orientale et devient lituanienne entre 1923 et 1938 puis après la Seconde Guerre mondiale.

## Nom
Le nom courlando-letton décrit une place de marché : "preks" : prix, "prece" : marchandise (ou aussi "prekius" : offrir, marchander). La terminaison -uls/ -ol est un diminutif qui signifie que cet endroit ne révélait pas une grande importance.

## Histoire
Le nom de Prikulé est connu depuis la première moitié du XVIe siècle. Son premier nom en tant que village fut Paminija (provenant du nom de la rivière Minija) et était alors composé de trois fermes. Une église fut érigée en 1587 et un enseignant fut employé en 1594.

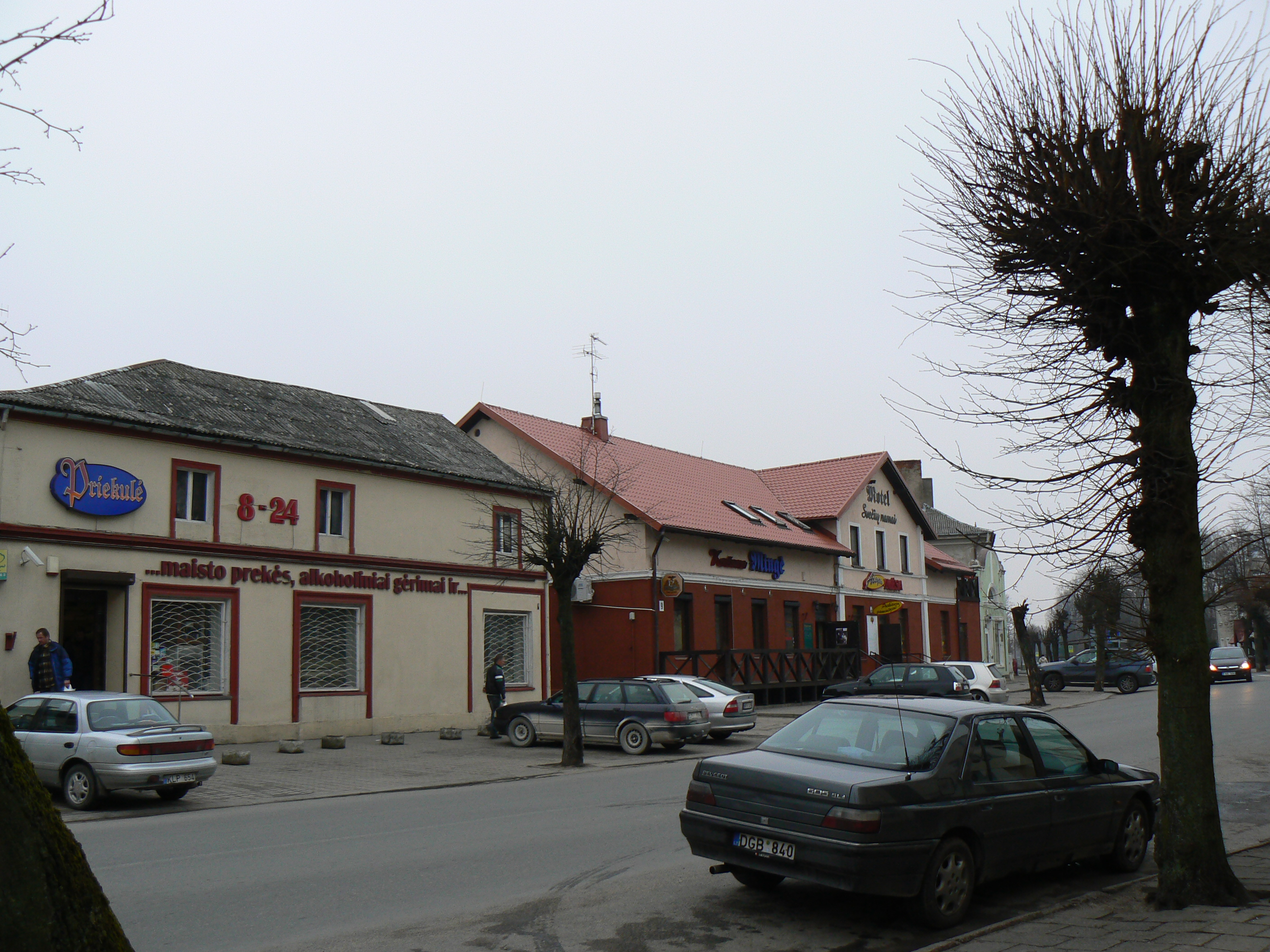
Rue principale en direction de Klaipéda.

En 1609 durant la guerre suédo-polonaise (1600-1611), des régiments de la cavalerie de la république des Deux Nations pillèrent le village. En 1688 le ministre Wilhelm Martin construit une nouvelle église. De 1818 à 1920, Prökuls fait partie de l'arrondissement de Memel dans la province de Prusse-Orientale. En 1905 le village, maintenant connu sous le nom de Prökuls, comptait 500 habitants qui étaient majoritairement protestant luthériens. Avant le Seconde Guerre mondiale environ 1200 personnes vivaient à Priekulé dont quelques minorité allemandes.
Le 19 décembre 2002 la ville a obtenu des armoiries par le président de la Lituanie.

## Monuments et célébrités
En 1938 a été construit l'église de saint Antoine de Padoue. Dans le parc de la ville se dresse un chêne âgé de plusieurs siècles, conservé en tant que monument de la nature. Se dresse également dans la ville un monument en l'honneur de l'écrivaine Ieva Simonaitytė, née dans cette même région. Sa maison a été transformée en musée mémorial en 1984. Des domaines des ancêtres d'Emmanuel Kant (1724-1805) furent découverts à Kantweinen, à proximité de Priekulė. Le général prussien Leopold von Stuckrad est mort dans la ville en 1854.